# Hrabstwo Buffalo (Wisconsin)
Hrabstwo Buffalo – hrabstwo w USA, w stanie Wisconsin, według spisu z 2000 roku liczba ludności wynosiła 13 804. Siedzibą hrabstwa jest Alma.

## Geografia
Według spisu z 2000 roku hrabstwo zajmuje powierzchnię 1838 km², z czego 1773  km² stanowią lądy, a 65 km² stanowią wody.

### Sąsiednie hrabstwa

Stan Wisconsin na mapie USA

- Hrabstwo Pepin – północ
- Eau Claire – północny wschód
- Hrabstwo Trempealeau – wschód
- Hrabstwo Winona – południe
- Hrabstwo Wabasha – zachód

## Demografia
Według spisu z 2000 roku hrabstwo zamieszkuje 13 804 osób, które tworzą 5511 gospodarstw domowych oraz 3780 rodzin. Gęstość zaludnienia – 8 osób/km². Na terenie hrabstwa jest 6098 budynków mieszkalnych o częstości występowania wynoszącej 3 budynki/km². Hrabstwo zamieszkuje 98,69% ludności białej, 0,12% ludności czarnej, 0,30% rdzennych mieszkańców Ameryki, 0,33% Azjatów, 0,02% mieszkańców  wysp Pacyfiku, 0,08% ludności innej rasy oraz 0,46% ludności wywodzącej się z dwóch lub więcej ras, 0,62% ludności to Hiszpanie, Latynosi lub inni.
W hrabstwie znajduje się 5511 gospodarstw domowych, w których 30,80% stanowią dzieci poniżej 18 roku życia mieszkający z rodzicami, 58,90% małżeństwa mieszkające wspólnie, 6,20% stanowią samotne matki oraz 31,40% to osoby nie posiadające rodziny. 27,10% wszystkich gospodarstw domowych składa się z jednej osoby oraz 12,60% żyje samotnie i ma powyżej 65 roku życia. Średnia wielkość gospodarstwa domowego wynosi 2,47 osoby, a rodziny wynosi 3,01 osoby.
Przedział wiekowy populacji hrabstwa kształtuje się następująco: 25,10% osób poniżej 18 roku życia, 6,90% pomiędzy 18 a 24 rokiem życia, 27,60% pomiędzy 25 a 44 rokiem życia, 23,70% pomiędzy 45 a 64 rokiem życia oraz 16,80% osób powyżej 65 roku życia. Średni wiek populacji to 39 lata. Na każde 100 kobiet przypada 100,70 mężczyzn. Na każde 100 kobiet powyżej 18 roku życia przypada 101,40 mężczyzn.

### Miasta
- Alma – town
- Alma – city
- Belvidere
- Buffalo
- Buffalo City
- Canton
- Cross
- Dover
- Gilmanton
- Glencoe
- Fountain City
- Lincoln
- Maxville
- Milton
- Modena
- Mondovi – city
- Mondovi – town
- Montana
- Naples
- Nelson
- Waumandee

### Wsie
- Cochrane
- Nelson

### CDP
- Waumandee